# AJ Styles

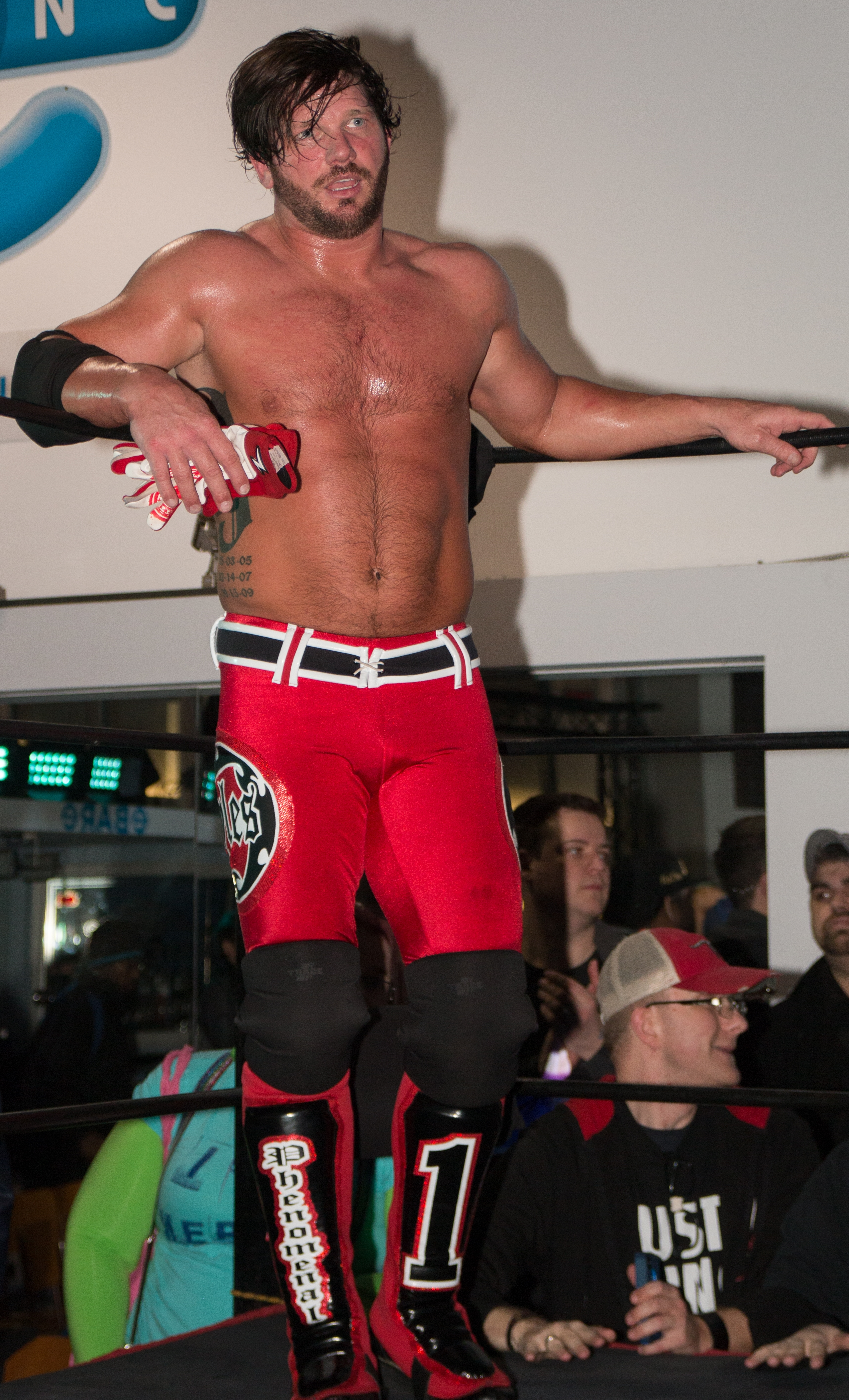
AJ Styles, 2014

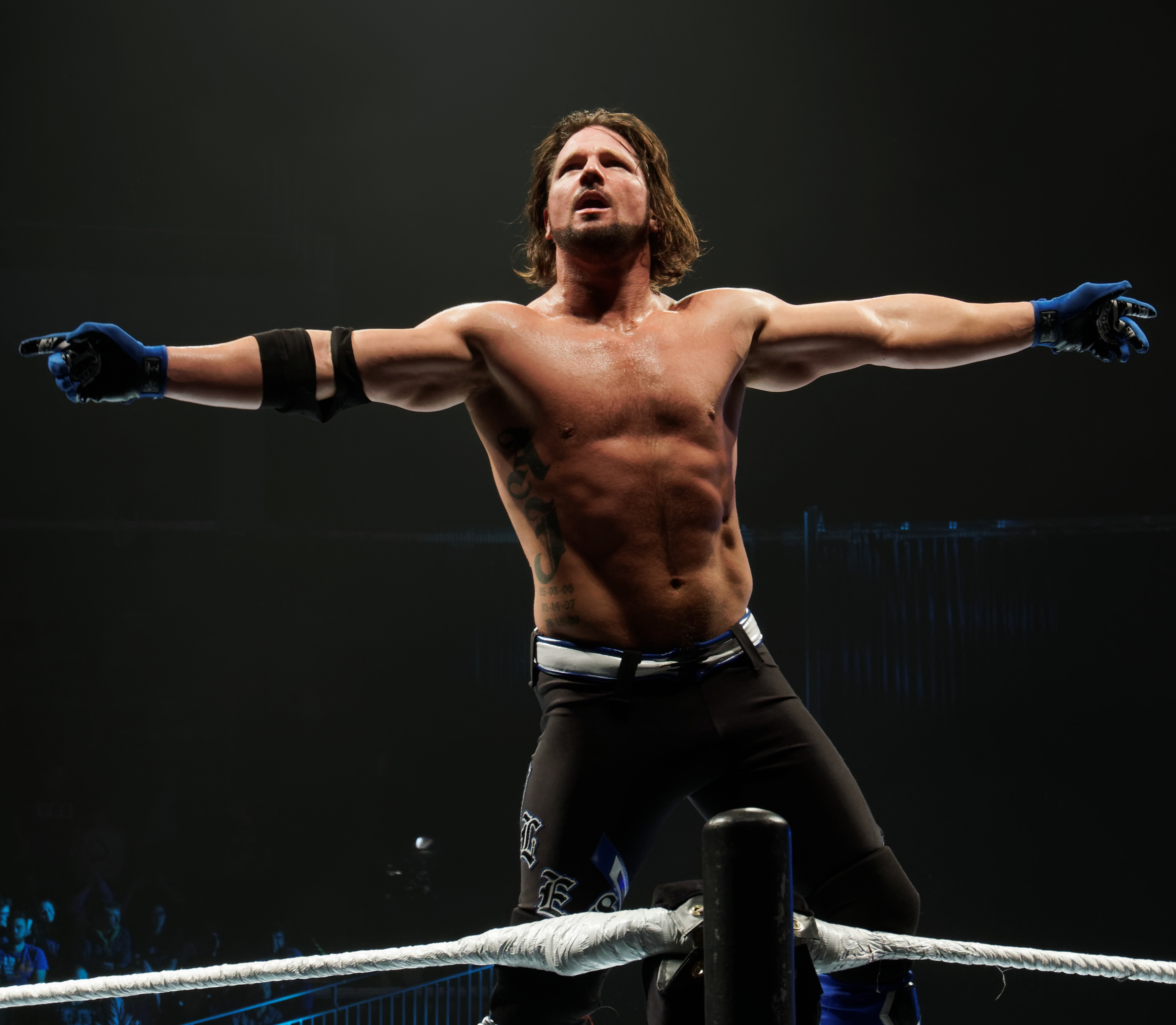
Styles, 2016

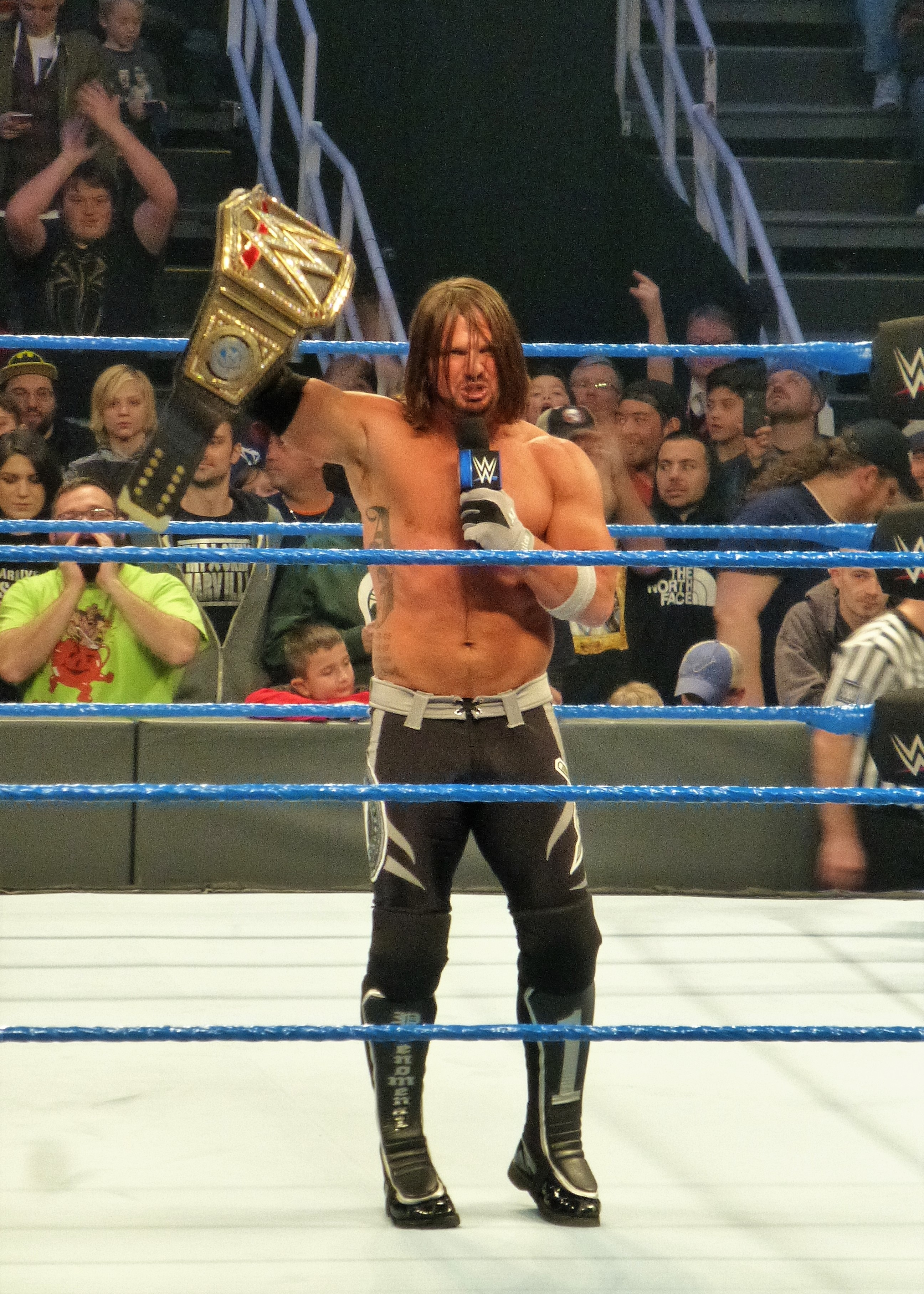
WWE Bajnok, 2016

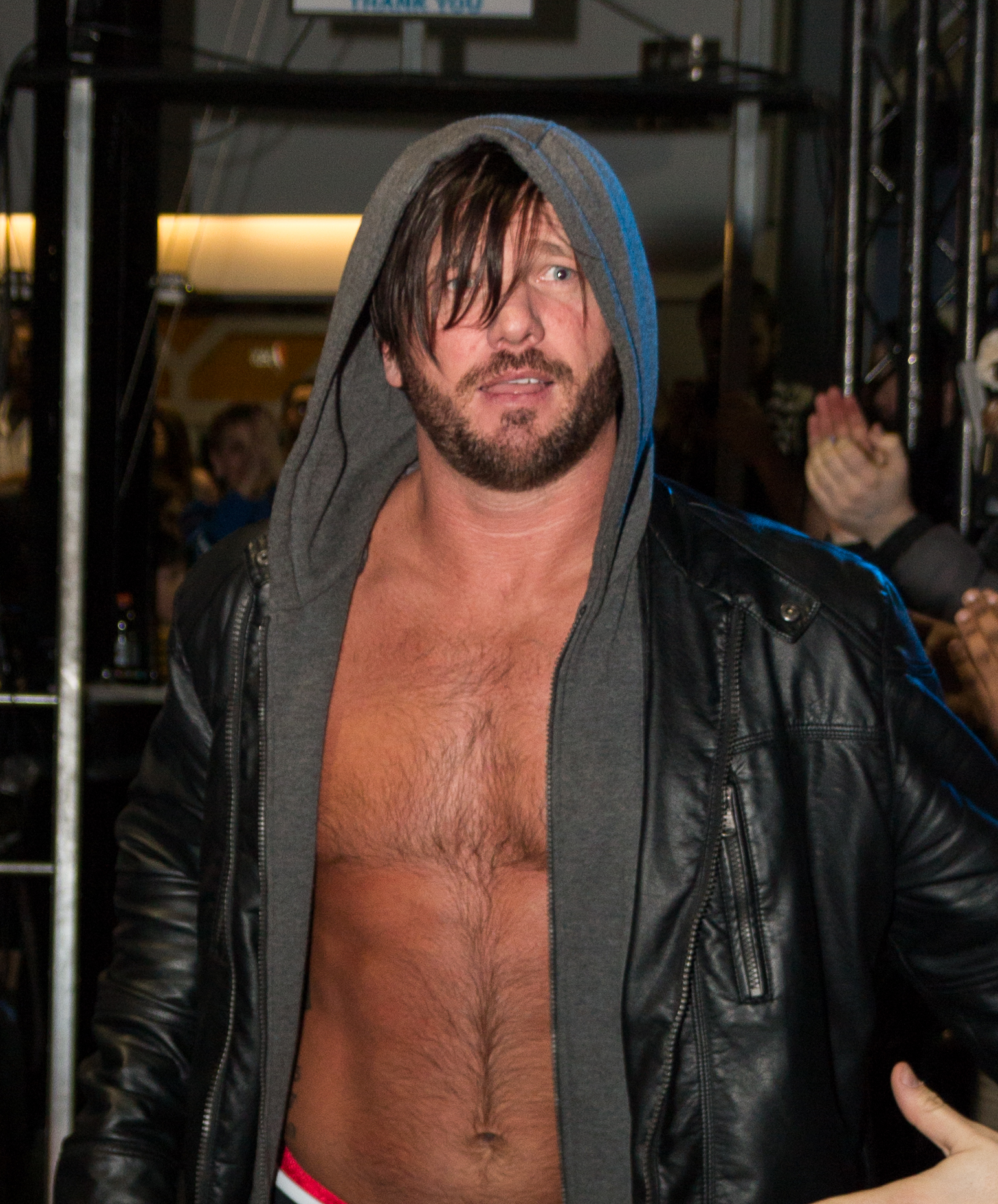
AJ Styles, 2014

Allen Neal Jones, ismertebb nevén AJ Styles (Jacksonville, Észak-Karolina,              1977. június 2. –) amerikai profi birkózó, profi pankrátor. 2002 és 2013 között a Total Nonstop Action Wrestling (TNA) nevű szervezetnél tevékenykedett, ahol "Mr. TNA"-nak is becézték. Itt számos címet nyert meg, többök között a TNA X Division bajnoki címet hatszor, a TNA világbajnoki címet kétszer, a TNA Tag Team világbajnoki címet kétszer, a TNA Legends/Global/Television bajnoki címet kétszer, az NWA nehézsúlyú világbajnoki címet háromszor és az NWA Tag Team világbajnoki címet négyszer nyerte meg. 2014-ben a New Japan Pro Wrestling (NJPW)-hez került, és megnyerte az IWGP nehézsúlyú bajnoki címet. 2016 januárjában debütált a WWE Royal Rumble rendezvényén, majd szeptemberben megnyerte a WWE nehézsúlyú világbajnoki címet Dean Ambrose ellen. Jelenleg a WWE-vel áll szerződésben.

## Eredményei
World Wrestling Entertainment
- WWE Championship (2x)
  - 2016. szeptember 11.: Legyőzi Dean Ambrose-t a Backlash-en.
  - 2017. november 7.: Legyőzi Jinder Mahal-t a SmackDown Live-on.
- WWE United States Championship (3x)
  - 2017. július 7.: Legyőzi Kevin Owens-t egy Live Event-en.
  - 2017. július 25.: Legyőzi Kevin Owens-t és Chris Jericho-t egy SmackDown Live adáson.
  - 2019. július 14.: Legyőzi Ricochet-t Extreme Rules-on.
- WWE Intercontinental Championship (1x)
  - 2020.július 12.: Legyőzi  Daniel Bryan-t egy Friday Night Smackdown adáson.
- WWE RAW Tag Team Championship (1x)
  - A  WrestleMania 37-en legyőzik a New Day(Kofi Kingston és Xavier Woods) csapatát Omos-al.

World Wrestling All-Stars
- WWA International Cruiserweight Championship (1x)

Total Nonstop Action Wrestling
- NWA World Heavyweight Championship (3x)
- NWA World Tag Team Championship (4x) – Csapattársai: Jerry Lynn (1x), Abyss (1x) és Christopher Daniels (2x)
- TNA Legends/Global/Television Championship (2x)
- TNA World Heavyweight Championship (2x)
- TNA World Tag Team Championship (2x) – Csapattársai: Tomko (1x) és Kurt Angle (1x)
- TNA X Division Championship (6x)

Ring of Honor
- ROH Pure Wrestling Championship (1x)
- ROH Tag Team Championship (1x) – Csapattársa: Amazing Red

Revolution Pro Wrestling
- RPW British Heavyweight Championship (1x)

NWA Wildside
- NWA Wildside Heavyweight Championship (1x)
- NWA Wildside Television Championship (3x)

New Japan Pro Wrestling
- IWGP Heavyweight Championship (2x)

Pro Wrestling Guerrilla
- PWG Championship (1x)

Pro Wrestling Illustrated
- Az Év Meccse (2016) - John Cena ellen a SummerSlam-en
- Az Év Tag Team csapata (2006) - Csapattársa: Christopher Daniels
- Az Év Pankrátora (2016)
- PWI közönség rangsor szerint az 1. helyet érte el az 500-ból. (2010)

## Bevonuló zenéi
Ring of Honor
- Richard Strauss - "Also sprach Zarathustra"
- VAST - "Touched"
- Metallica - "Wherever I May Roam"
- LabRats és Slim J - "DemiGods (Edit)"

Total Nonstop Action Wrestling
- Dale Oliver - "I Am" (2003–2006)
- Dale Oliver - "I Am" (Remix) (2006–2009)
- GRITS - "Get Ready to Fly" (2009–2014)
- Dale Oliver - "Fortune 4"
- Dale Oliver - "I Am, I Am" (A.J. Styles '11 Remix) (2011)
- Blues Saraceno - "Evil Ways" (Justice Mix) (2013. január – 2014. január)

New Japan Pro Wrestling
- [Q]Brick - "Shot'Em" (Bullet Club)
- Yonosuke Kitamura - "Styles Clash"

WWE
- CFO$ - "Phenomenal" (2016. január 24-től – napjainkig)

## Magánélete
1995-ben házasodott össze Wendy Jones-szal. Három fia (Ajay Covell Jones (2005. május 3.), Avery Jones (2007. február 14.), Albey Jones (2009. szeptember 15.)), valamint egy lánya (Anney Jones (2014. október 8.) született. Styles 2010-ben egy nagy tetoválást készíttetett a jobb oldalára "AJ 05-03-05 02-14-07 09-15-09" szöveggel, ami a neve kezdőbetűit és az első három gyermeke születési időpontját jelenti. 2016-ban ezt kiegészítette a negyedik gyermeke születési dátumával: "10-08-14". Styles családjával Gainesville-ben él Georgia államban.

## Fordítás
- Ez a szócikk részben vagy egészben  az   A.J._Styles című angol Wikipédia-szócikk fordításán alapul.  Az eredeti cikk szerkesztőit annak laptörténete sorolja fel. Ez a jelzés csupán a megfogalmazás eredetét és a szerzői jogokat jelzi, nem szolgál a cikkben szereplő információk forrásmegjelöléseként.